# Ophisternon
Ophisternon là một chi cá trong họ Synbranchidae.

## Các loài
Có 6 loài được ghi nhận:
- Ophisternon aenigmaticum D. E. Rosen & Greenwood, 1976
- Ophisternon afrum (Boulenger, 1909)
- Ophisternon bengalense McClelland, 1844
- Ophisternon candidum (Mees, 1962)
- Ophisternon gutturale (J. Richardson, 1845)
- Ophisternon infernale (C. L. Hubbs, 1938)